# National Board of Review Award al miglior regista
Il National Board of Review Award al miglior regista (National Board of Review Award for Best Director) è un premio assegnato annualmente dal 1945 dai membri del National Board of Review of Motion Pictures al miglior regista di un film distribuito negli Stati Uniti nel corso dell'anno.
Il plurivincitore di questo riconoscimento è David Lean, che l'ha ricevuto quattro volte: nel 1952 per Ali del futuro, nel 1957 per Il ponte sul fiume Kwai, nel 1962 per Lawrence d'Arabia e nel 1984 per Passaggio in India.

## Albo d'oro

### Anni 1940
- 1945: Jean Renoir - L'uomo del Sud (The Southerner)
- 1946: William Wyler - I migliori anni della nostra vita (The Best Years of Our Lives)
- 1947: Elia Kazan - Boomerang - L'arma che uccide (Boomerang!) e Barriera invisibile (Gentleman's Agreement)
- 1948: Roberto Rossellini - Paisà
- 1949: Vittorio De Sica - Ladri di biciclette

### Anni 1950
- 1950: John Huston - Giungla d'asfalto (The Asphalt Jungle)
- 1951: Akira Kurosawa - Rashōmon
- 1952: David Lean - Ali del futuro - Oltre la barriera del suono (The Sound Barrier)
- 1953: George Stevens - Il cavaliere della valle solitaria (Shane)
- 1954: Renato Castellani - Giulietta e Romeo
- 1955: William Wyler - Ore disperate (The Desperate Hours)
- 1956: John Huston - Moby Dick (Herman Melville's Moby Dick)
- 1957: David Lean - Il ponte sul fiume Kwai (The Bridge on the River Kwai)
- 1958: John Ford - L'ultimo urrà (The Last Hurrah)
- 1959: Fred Zinnemann - La storia di una monaca (The Nun's Story)

### Anni 1960
- 1960: Jack Cardiff - Figli e amanti (Sons and Lovers)
- 1961: Jack Clayton - Suspense (The Innocents)
- 1962: David Lean - Lawrence d'Arabia (Lawrence of Arabia)
- 1963: Tony Richardson - Tom Jones
- 1964: Desmond Davis - La ragazza dagli occhi verdi (The Girl with Green Eyes)
- 1965: John Schlesinger - Darling
- 1966: Fred Zinnemann - Un uomo per tutte le stagioni (A Man for All Seasons)
- 1967: Richard Brooks - A sangue freddo (In Cold Blood)
- 1968: Franco Zeffirelli - Romeo e Giulietta (Romeo and Juliet)
- 1969: Alfred Hitchcock - Topaz

### Anni 1970
- 1970: François Truffaut - Il ragazzo selvaggio (L'enfant sauvage)
- 1971: Ken Russell - I diavoli (The Devils) e Il boy friend (The Boy Friend)
- 1972: Bob Fosse - Cabaret
- 1973: Ingmar Bergman - Sussurri e grida (Viskningar och rop)
- 1974: Francis Ford Coppola - La conversazione (The Conversation)
- 1975: Robert Altman - Nashville ex aequo Stanley Kubrick - Barry Lyndon
- 1976: Alan J. Pakula - Tutti gli uomini del presidente (All the President's Men)
- 1977: Luis Buñuel - Quell'oscuro oggetto del desiderio (Cet obscur objet du désir)
- 1978: Ingmar Bergman - Sinfonia d'autunno (Höstsonaten)
- 1979: John Schlesinger - Yankees (Yanks)

### Anni 1980
- 1980: Robert Redford - Gente comune (Ordinary People)
- 1981: Warren Beatty - Reds
- 1982: Sidney Lumet - Il verdetto (The Verdict)
- 1983: James L. Brooks - Voglia di tenerezza (Terms of Endearment)
- 1984: David Lean - Passaggio in India (A Passage to India)
- 1985: Akira Kurosawa - Ran
- 1986: Woody Allen - Hannah e le sue sorelle (Hannah and Her Sisters)
- 1987: Steven Spielberg - L'impero del sole (Empire of the Sun)
- 1988: Alan Parker - Mississippi Burning - Le radici dell'odio (Mississippi Burning)
- 1989: Kenneth Branagh - Enrico V (Henry V)

### Anni 1990
- 1990: Kevin Costner - Balla coi lupi (Dances with Wolves)
- 1991: Jonathan Demme - Il silenzio degli innocenti (The Silence of the Lambs)
- 1992: James Ivory - Casa Howard (Howards End)
- 1993: Martin Scorsese - L'età dell'innocenza (The Age of Innocence)
- 1994: Quentin Tarantino - Pulp Fiction
- 1995: Ang Lee - Ragione e sentimento (Sense and Sensibility)
- 1996: Joel Coen - Fargo
- 1997: Curtis Hanson - L.A. Confidential
- 1998: Shekhar Kapur - Elizabeth
- 1999: Anthony Minghella - Il talento di Mr. Ripley (The Talented Mr. Ripley)

### Anni 2000
- 2000: Steven Soderbergh - Traffic e Erin Brockovich - Forte come la verità (Erin Brockovich)
- 2001: Todd Field - In the Bedroom
- 2002: Phillip Noyce - The Quiet American e La generazione rubata (Rabbit-Proof Fence)
- 2003: Edward Zwick - L'ultimo samurai (The Last Samurai)
- 2004: Michael Mann - Collateral
- 2005: Ang Lee - I segreti di Brokeback Mountain (Brokeback Mountain)
- 2006: Martin Scorsese - The Departed - Il bene e il male (The Departed)
- 2007: Tim Burton - Sweeney Todd - Il diabolico barbiere di Fleet Street (Sweeney Todd: The Demon Barber of Fleet Street)
- 2008: David Fincher - Il curioso caso di Benjamin Button (The Curious Case of Benjamin Button)
- 2009: Clint Eastwood - Invictus - L'invincibile (Invictus)

### Anni 2010
- 2010: David Fincher - The Social Network
- 2011: Martin Scorsese - Hugo Cabret (Hugo)[1]
- 2012: Kathryn Bigelow - Zero Dark Thirty[2]
- 2013: Spike Jonze - Her[2]
- 2014: Clint Eastwood - American Sniper[3]
- 2015: Ridley Scott - Sopravvissuto - The Martian (The Martian)[4]
- 2016: Barry Jenkins - Moonlight[5]
- 2017: Greta Gerwig - Lady Bird[5]
- 2018: Bradley Cooper - A Star Is Born[6]
- 2019: Quentin Tarantino - C'era una volta a... Hollywood (Once Upon a Time... in Hollywood)[7]

### Anni 2020
- 2020: Spike Lee - Da 5 Bloods - Come fratelli (Da 5 Bloods)[8]
- 2021: Paul Thomas Anderson - Licorice Pizza[9]
- 2022: Steven Spielberg – The Fabelmans[10]
- 2023: Martin Scorsese – Killers of the Flower Moon[11]
- 2024: Jon M. Chu – Wicked (Wicked: Part I)[12][13]